# Shelley Taylor
Shelley Taylor (ur. 1946) – amerykańska psycholog, profesor Uniwersytetu Kalifornijskiego w Los Angeles . Opracowała teorię adaptacji poznawczej, zgodnie z którą jednostki reagują na osobiste tragedie życiowe wysiłkami poznawczymi, które dają możliwość tym osobom przywrócenia lub co najmniej poprawienie ich funkcjonowania psychicznego.

## Ważniejsze dzieła
- Social Cognition (1984) (współautor: S. T. Fiske)